# 酒井景都
酒井 景都（さかい けいと、1982年11月5日 - ）は、日本のデザイナー、モデル。東京都出身。中田ヤスタカとの音楽ユニット、COLTEMONIKHA（コルテモニカ）のメンバーでもある。慶應義塾大学環境情報学部卒。

## 略歴・人物
東京、代官山（現在は多摩川、田園調布）のイギリスアンティーク屋「マチルド イン ザ ギャレット」を営む両親の元、誕生。中学生時に母の勧めもあり、マガジンハウス『Olive』の専属モデルとなる。
慶應義塾大学環境情報学部在学中に、ファッションブランド「COLKINIKHA（コルキニカ）」を立ち上げ、大学卒業時に「Made in COLKINIKHA」と改名する。
2006年から、Perfumeのプロデューサーとしても知られる中田ヤスタカとの音楽ユニット、COLTEMONIKHAを結成。これまでに2枚のアルバムと2011年12月にはベスト盤をリリースしている。
2010年、中目黒に初の直営路面店をオープン。同年11月5日に交際していた男性と婚姻届を提出し、翌年10月8日に式を挙げた。
2011年4月18日にブランドを休止させることを発表。夏のコレクションをもって9年間に及ぶMade in COLKINIKHAのデザイナー活動を休止した。
2012年11月、水彩画の初個展開催以降の作品発表、音楽絵本『にんぎょひめ』（水彩画作品）参加など、アーティストとしての活動も精力的に。後の2013年5月には伊勢丹新宿店と京都prinzでの同時開催の個展を展開。
2013年3月、新ブランドの「K and Kate」が、株式会社フレーバが展開するブランド「fur fur」とのコラボレーションブランドを発表し、また、新宿伊勢丹Isetan girlに酒井自身がディレクションしたセレクトショップがオープン。同エリアにて(株)ナルエーからルームウェアブランド「millie moi」をスタートさせたりとデザイナーとしての新たな展開を始めた。
2014年9月に離婚。
2015年8月、ブランド「Curtain Call」立ち上げる。
2016年1月にウェブクリエイターの鎌田貴史と再婚。
2016年、ブランド「Curtain Call」は「And Curtain Call」として2016FWより(株)LOOKと組み展開する運びとなる。
2017年、5月26日 女児出産。
このほかに、ファッションやライフスタイルに関する書籍を多数出版するなど著述活動も行う。

## 著書
- 『ヨーロピカ-食器、雑貨、レース、酒井景都のロマンティック生活』マーブルトロン、2006年
- 『ヨーロピカ〈2〉millie moi-お菓子、雑貨、インテリア、酒井景都の愛しい「パリの小道」案内』マーブルトロン、2007年
- 『Cahier de Mignon-ビューティ・ファッション・一日旅行・カフェ・ホテル…酒井景都のおしゃれノート』マーブルトロン、2008年
- 『ヨーロピカ〈3〉ismil-ファッション、雑貨、マーケット、酒井景都の「Lovely」ロンドン案内』マーブルトロン、2009年
- 『ヨーロピカ 4 Cirka Eden-ノルウェー、フィンランド、デンマーク、スウェーデン酒井景都の「かわいい北欧」案内』マーブルトロン、2009年
- 『ヨーロピカ 5　Che che myeje 酒井景都の かわいいベルギー、オランダ案内』マーブルトロン、2010年
- 『Cahier Romantique-（カイエロマンティーク）酒井景都のロマンティックノート』マーブルトロン、2010年
- 『酒井景都の かわいいウエディングバイブル』パイインターナショナル、2012年
- 『酒井景都の吉祥寺さんぽ』宝島社、2013年
- 『Girl in Mode Kate's BOOK』(ガールインモードケイトズブック)宝島社、2014年

## CD
- COLTEMONIKHA（2006年5月17日、contemode）
- COLTEMONIKHA2（2007年9月26日、contemode）
- COLTEMONIKHA BEST（2011年12月14日、contemode）
- UQiYO アルバム「Black Box」内 「Lost in Wonderland 」(2016)

## 展覧会
- 『ディーラボ東京 - 小さなシアワセのたね -』展出品（2003年、ウォルト・ディズニー・ジャパン主催、東京HOTEL CLASKA）
- 『magnifique』 展出品（2010年、HIROMI YOSHII Gallery）
- 個展『neoteny girl ガーリーを通過した僕らの淡く切ない静寂』展開催（2012年11月、原宿ROCKETギャラリー）
- 個展『Rétro amour』（レトロアムール）開催（2013年4月、伊勢丹新宿店2階パーク「ISETAN GIRL GALLERY」）
- 個展『neoteny girl 2 ガーリーを通過した僕らの淡く切ない静寂』開催（2013年5月、京都prinz）